# Сара Монтьель
Са́ра Монтье́ль (исп. Sara Montiel; 10 марта 1928, Кампо-де-Криптана — 8 апреля 2013, Мадрид) — испанская киноактриса и эстрадная певица.
Настоящее имя — Мария Антония Алехандра Висента Эльпидия Исидора Абад Фернандес (исп. María Antonia Alejandra Vicenta Elpidia Isidora Abad Fernández). В титрах кинофильмов часто указывается как Sarita Montiel / Сарита Монтьель.

## Биография[4][5]

### Детские и юные годы
Детство Сары Монтьель, будущей звезды испанского киноэкрана, которую называют «королевой мелодрамы», ничем не предвещало её кинематографического будущего. Она родилась 10 марта 1928 года в небольшом городке Кампо-де-Криптана, в провинции Сьюдад-Реаль, Кастилия — Ла-Манча, в Испании, в многодетной малообеспеченной католической семье. При крещении она получила по-испански пышное имя: Мария Антония Алехандра Висента Эльпидия Исидора (Абад Фернандес — фамилия). Девочка прислуживала в церкви, посещала монастырский интернат, в монастырской школе её обучали монахини. Родители хотели, чтобы она стала монахиней, часто ласково называли её Саритой. Она обожала своих родителей, особенно отца. С пяти лет она пела в церковном хоре и училась игре на фортепиано. Дома всё своё свободное время девочка проводила у радиоприёмника, особенно когда транслировались музыкальные передачи или оперы. К удивлению родителей, в семилетнем возрасте Сара могла спеть такие труднейшие оперы Дж. Верди, как «Травиата», «Трубадур» и «Риголетто», особенно учитывая, что девочку этому никто не учил, она выучила это самостоятельно на слух и пела. В одиннадцатилетнем возрасте девочка прочитала на улицах Мадрида объявление о конкурсе на лучшее исполнение народных песен и самостоятельно, без родителей, пришла в Паласхрусталь и спела перед авторитетным жюри. Она была самой молодой участницей конкурса. Жюри вынесло решение: присудить ей первое место, выдать главный приз и направить в Музыкальную академию без экзаменов и без платы за обучение.
С этого времени становится ясно, что в церковном хоре Сарита больше петь не будет. Тем более, что голос её вскоре изменился до неузнаваемости: стал ниже, в нём появился особый шарм, обаяние и лёгкая хрипотца, которые со временем многие назовут загадочными. И мечтала юная Сара теперь только о кино и сцене.

### Начало кинокарьеры в Испании
Едва закончив Музыкальную академию, Сара прочитала объявление мадридской киностудии, которая устраивала просмотры для всех желающих попасть на экран и пришла на кинопробы. Её заметили, и в 16 лет она сыграла в своём первом кинофильме, который назывался «Я люблю тебя для меня» (1944). Начиная со второго фильма — «Всё началось со свадьбы» (1944) — она берёт себе псевдоним Сара Монтьель, под которым её вскоре узнает весь мир. В течение одного года с участием Сары Монтьель в Испании выходит сразу три фильма, её стали приглашать петь в концертах, выпустили её первый диск с песнями большим тиражом. С 1945 по 1950 год Сара Монтьель снялась в 14 фильмах. Однако вскоре её стали приглашать всё реже и реже, к тому же ни один из первых фильмов с её участием не вышел за пределы Пиренейского полуострова. Всё это начинало тревожить Сару, она понимала, что нужно что-то менять, и она решается на рискованный шаг: бросает всё и едет за океан, в Мексику.

### Продолжение кинокарьеры в Мексике

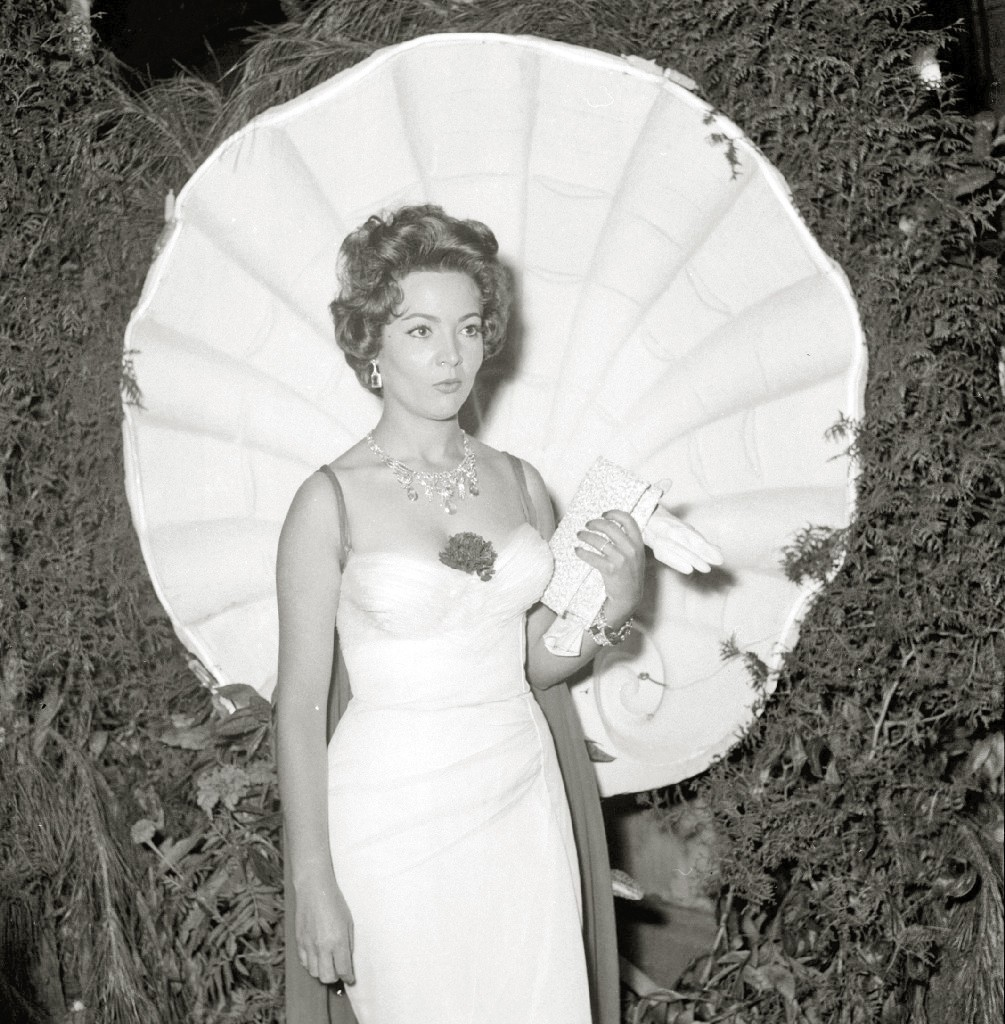
Сара Монтьель в 1956 году

Переехав в Мексику, Сара сыграла главную роль мусульманской принцессы в историческом фильме-мелодраме «Безумие любви», вышедшей и на американские экраны. В Мексике Сара снялась в 13 фильмах. И произошло то, о чём она так долго мечтала и для чего так много и упорно трудилась: о ней, наконец-то, заговорили в её родной Испании как о новой восходящей звезде экрана, о ней писали во всех газетах, критика благосклонно принимала её роли, а испанские зрители встречали её экранных героинь с таким энтузиазмом, как будто впервые узнали об актрисе. Как впоследствии с грустью говорила Сара Монтьель в своих интервью, на Родине её долго не хотели знать, слава в родной Испании пришла к ней из-за океана.
После семилетней успешной работы Сары Монтьель в Мексике на неё обратили внимание американские режиссёры и пригласили её сниматься в Голливуде.

### Продолжение кинокарьеры в Голливуде
Переехав в Голливуд, Сара Монтьель снялась в 1954 году в вестерне «Веракрус» вместе с Гэри Купером и Бертом Ланкастером. Успех фильма был настолько ошеломляющим, что студия «Коламбия Пикчерс» сразу же предложила испанской актрисе семилетний контракт, но Сара не захотела связывать себя на такой большой период времени. В 1956 году Сара Монтьель снялась в музыкальной мелодраме «Серенада» для студии «Уорнер Бразерс» режиссёра Энтони Манна. В этом фильме экранным партнёром Сары Монтьель был легендарный американский оперный тенор и киноактёр итальянского происхождения Марио Ланца, который в этом фильме (как и в других его фильмах), исполнял несколько песен (у Сары была драматическая роль без пения). Фильм «Серенада» имел огромный зрительский успех, а с Марио Ланца за время съёмок Сара Монтьель успела подружиться. Через год Сара вышла замуж за режиссёра Энтони Манна, который был старше неё на двадцать три года и для которого это был не первый брак. Семейная жизнь не складывалась, Сара почти не видела мужа, который постоянно был в разъездах на съёмках, семейного счастья, о котором мечтала Сара, не получилось. И поэтому, когда её друг — режиссёр Хуан де Ордунья — предложил актрисе сняться в фильме в Испании, она согласилась и вернулась домой, на родину.

### Продолжение кинокарьеры в Испании
Возвращение в Испанию оказалось триумфальным, актрису приглашали сниматься ведущие испанские режиссёры тех лет. В 1957 году Сара Монтьель снялась в главной роли в музыкальной мелодраме известного испанского режиссёра Хуана де Ордуньи «Последний куплет» (Премия Синдикат, 1957). Этот фильм имел огромный успех и стал заметной вехой в её карьере. Затем актриса снялась в других музыкальных мелодрамах. В фильме известного испанского режиссёра Луиса Сесара Амадори «Продавщица фиалок» (Премия Синдикат, 1958) Сара Монтьель снималась вместе с известным итальянским актёром Рафом Валлоне. В 1960 году режиссёр Луис Сесар Амадори снова пригласил Сару Монтьель на главную роль в фильме «Моё последнее танго», в котором Сара снималась вместе с известным французским актёром Морисом Роне. Вместе с Морисом Роне Сара Монтьель также снималась в фильмах «Кармен из Ронды» (1959), «Касабланка — гнездо шпионов» («Ночи в Касабланке», «Шпионское гнездо в Касабланке») (1963). В фильме «Касабланка — гнездо шпионов» режиссёра Анри Декуэна, помимо других песен, в исполнении Сары Монтьель звучит знаменитая на весь мир песня «Bésame Mucho». Огромный международный успех имела музыкальная мелодрама известного испанского режиссёра Рафаэля Хиля «Королева „Шантеклера“» (1962), в котором Сара Монтьель сыграла главную роль. Сара Монтьель также снималась в музыкальных мелодрамах «Прекрасная Лола» (1962, в нашем прокате «Дама с камелиями»), «Варьете» (1971), и других. Сару Монтьель называли «королевой мелодрамы». Музыкальные фильмы-мелодрамы с Сарой Монтьель в главной роли имели огромный международный успех, а пластинки и диски с песнями из кинофильмов в её исполнении выпускались миллионными тиражами и становились лидерами продаж во всём мире.

### Эстрада
Сара Монтьель добилась ошеломляющего успеха на эстраде. Вместе с её захватывающей манерой пения, с совершенно особым стилем, который не был похож ни на какой другой, в моду вошли её болеро «Contigo aprendí» и «Bésame mucho», которые облетели весь мир. Фирма «Мелодия» знакомила с её песнями советского слушателя со своего диска гиганта.

### Последующие годы

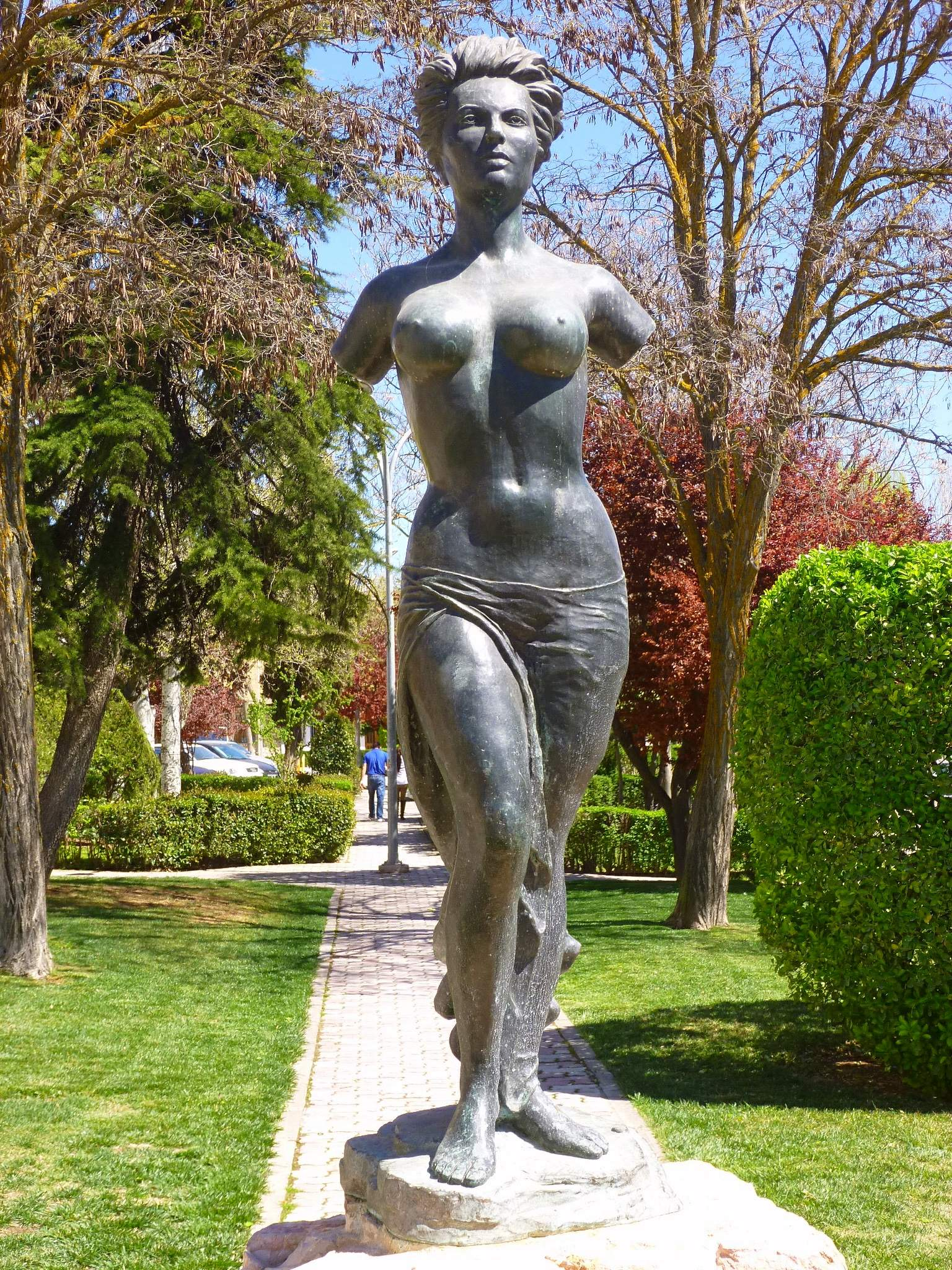
Памятник Саре Монтьель на родине в Кампо-де-Криптана

В 1974—1977 годах Сара Монтьель прекратила свою кинокарьеру, объясняя это тем, что в кинематографе наступил период раздевания и обнажённой натуры. Сара Монтьель не желала сниматься в подобных фильмах и решила отделить себя от кинематографа этого типа, полностью сосредоточившись на театре. Её музыкальные спектакли демонстрировали невероятную способность привлечь театральную публику, наравне с тем, как это делали её фильмы.
В дальнейшем выступала преимущественно в театре и на эстраде в качестве певицы, в телешоу, записывала музыкальные альбомы. Участвовала только в документальных съёмках.
Сара Монтьель опубликовала две книги мемуаров: «Мемуары: жить с удовольствием» (2000) и «Сара и секс» (2002).

### Смерть
8 апреля 2013 года Сара Монтьель умерла в Мадриде на 86-м году жизни.

## Признание, призы и награды
- В 2001 году Саре Монтьель была вручена Золотая медаль Испанской академии киноискусства.
- Сара Монтьель была удостоена многих наград и премий в области артистического искусства, в том числе и советских.
- Дом в Кампо-де-Криптана, где родилась Сара, превращён в Музей актрисы и певицы.

## Семья

### Семья и дети
Сара Монтьель четыре раза была замужем, у неё двое приёмных детей.
Первым мужем актрисы был режиссёр Энтони Манн, с которым они поженились в Голливуде в 1957 году, однако брак оказался не очень удачным, и в 1961 году Сара развелась с мужем.
Вторым мужем актрисы был промышленник Хосе Висенте Рамирес Олалья, которого Сара добродушно звала Chente. В 1964 году они поженились, но в 1970 году развелись.
Мужчиной всей её жизни стал импресарио и журналист Хосе Тоуш, который, несмотря на то что был на три года моложе её (1931 г.р.),  по словам Сары, во многом напоминал ей отца: такой же мужественный и решительный. Сара вышла замуж за Хосе Тоуша в 1979 году. Во время этого счастливого семейного союза у супругов появились двое приёмных детей: дочь Таис, родившаяся в 1979 году в Бразилии, и сын Тейл, родившийся в 1983 году в Аликанте. В своих интервью Сара рассказывала, что она присутствовала при рождении Таис и Тейла и не расставалась с ними с момента их рождения. Сара в своих интервью подчёркивала, что, несмотря на то, что не она их рожала, она считает, что это её дети, потому что она хотела их, искала и нашла. Сара и Хосе стали хорошими родителями, но в 1992 году Хосе не стало. Его смерть для всей семьи стала большой трагедией, от которой ни Сара, ни дети долго не могли оправиться.
В 2002 году Сара вышла замуж за кубинского оператора Антонио Эрнандеса. Ей было 73 года, ему 38 лет, в 2005 году они развелись.

### Дружба, любовные отношения
Другие известные мужчины, с которыми была знакома Сара Монтьель:
- Эрнест Хемингуэй, который обучил Сару изящному искусству курения сигар.
- Хуан Мануэль Пласа, испанский политэмигрант, инженер-радиотехник (Мехико, 1950)
- Рамон Меркадер, отбывавший 20-летний (1940-1960) срок в тюрьме Лекумберри (Мехико)
 Сара много раз бывала у него в гостях как подруга Хуана Пласа. (Luri, Gregorio. "El cielo prometido. Una mujer al servicio de Stalin".- Barcelona, 2016.)[6]
- Джеймс Дин, с которым у Сары был киношный роман.
- Леон Фелипе, известный испанский поэт, эмигрант в Мексике, для которого Сара стала музой.
- С Гэри Купером у Сары был один из самых замечательных романов, они познакомились на съёмках фильма «Веракрус» и стали участниками множества забавных историй.

### Интересные факты
Происхождение псевдонима. Сара — имя бабушки, Монтьель — историческое название района, в котором родилась актриса.

## Избранная фильмография
1. 1944 — Я люблю тебя для меня / Te quiero para mí — Ана Мария
2. 1944 — Всё началось со свадьбы / Empezó en boda
3. 1947 — Дон Кихот из Ламанчи / Don Quijote de la Mancha — Антония
4. 1950 — Безумие любви / Locura de amor — Алдара
5. 1951 — Женская тюрьма / Cárcel de mujeres — Дора
6. 1953 — Я, она и Люцифер / Ella, Lucifer y yo
7. 1953 — Где хочу, там и брожу / Yo soy gallo dondequiera!..
8. 1954 — Почему меня не любишь больше / Por qué ya no me quieres
9. 1954 — Я не верю в мужчин / Yo no creo en los hombres
10. 1954 — Веракрус / Vera Cruz — Нина
11. 1956 — Серенада / Serenade — Хуана Монтес
12. 1956 — Козёл отпущения / Donde el círculo termina
13. 1957 — Последний куплет / El último cuplé — Мария Лухан
14. 1957 — Убегая от стрелы / Run of the Arrow
15. 1958 — Продавщица фиалок / La violetera — Соледад Морено
16. 1959 — Кармен из Ронды / Carmen la de Ronda — Кармен
17. 1960 — Моё последнее танго / Mi último tango — Марта Андреу
18. 1961 — Грех любви / Pecado de amor — Магда Белтран/сестра Белен
19. 1962 — Прекрасная Лола (Дама с камелиями) / La bella Lola — Лола
20. 1962 — Королева «Шантеклера» / La reina del Chantecler — Чарито
21. 1963 — Касабланка — гнездо шпионов / Noches de Casablanca — Тереса Вилар
22. 1965 — Самба / Samba — Белен/Лаура Монтеро
23. 1965 — Женщина из Бейрута / La dama de Beirut — Исабель Ланос
24. 1966 — Потерянная женщина / La mujer perdida — Сара Фернан
25. 1969 — Эта женщина / Esa mujer — Соледад Ромеро Фуэнтес
26. 1971 — Варьете / Varietés — Ана Маркес
27. 1974 — Пять подушек на одну ночь / Cinco almohadas para una noche — Роза Лопес/Ана
28. 1975 — Песни нашей жизни / Canciones de nuestra vida

Всего в фильмографии Сары Монтьель насчитывается 75 фильмов.

### на испанском языке
- Sara Montiel y Pedro M. Villora, Memorial-Vivir es un placer, Plaza & Janes 2000, 412 paginas, ISBN 978-8-4013-7713-6
- Sara Montiel, Sara y El Sexo, Plaza & Janés 2003, 153 paginas, ISBN 978-8-4013-7849-2

- Israel Rolón-Barada, Sara Montiel, Almuzara 2023, 336 paginas, ISBN 978-8-4113-1634-7